# Limba albaneză

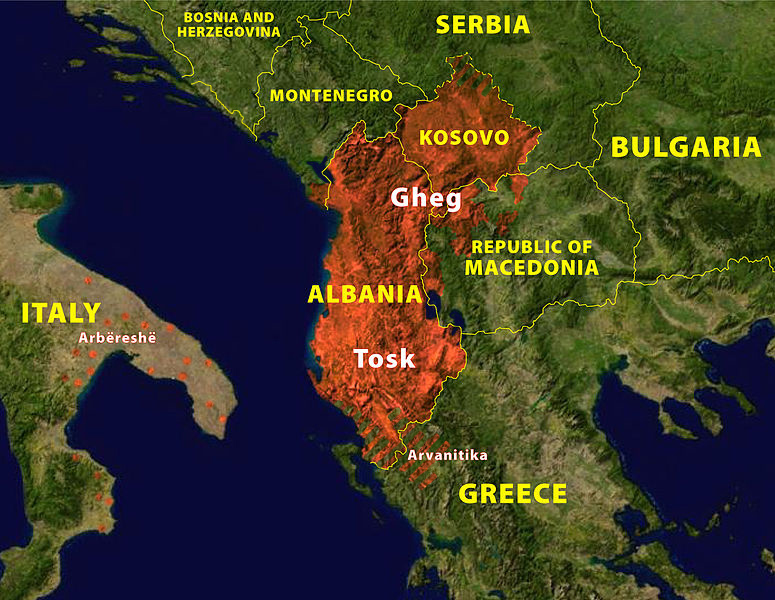
Întinderea limbii albaneze în prezent.

Harta dialectelor actuale ale limbii albaneze.

Limba albaneză (în albaneză gjuha shqipe [ˈɟuha ˈʃcipɛ]) este o limbă vorbită de șase milioane de locuitori ai vestului peninsulei Balcanice, în sud-estul Europei (Albanezi).
Aparține grupei de limbi balcano-indo-europene din familia limbilor indo-europene și uniunii lingvistice balcanice. Apare în izvoarele scrise încă din veacul al XV-lea și este astăzi limba oficială în Albania, Kosovo și Macedonia de Nord, precum și limbă minoritară în alte țări ale Europei de Sud-Est, precum și Italiei.
Albaneza are două grupuri dialectale mari, în nord Gheg, iar în sud Tosk, care pot fi împărțite la rândul lor în subdialecte aparte. Scrierea albaneză de azi a fost prima oară dezvoltată la jumătatea veacului al XX-lea în temeiul grupei dialectale Tosk. În 1972, acest proces a luat sfârșit în cadrul unui congres la Tirana.

Vocabularul albanez a împrumutat cuvinte din Greaca Veche, apoi din Latină; apoi au urmat împrumuturi din Slavona de Sud, Greaca Veacului Mijlociu și din Turcă, iar apoi din Italiană, Franceză și alte limbi. În vremea noastră vin în limbă și englezisme.

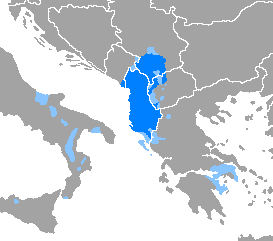
Întinderea istorică a limbii albaneze: în albastru deschis, în sec. XIX.

## Istorie

### De unde vine

#### Ipoteza originii localnice
Fiind în apropierea locurilor vechi ale ilirilor, mulți cercetători au încercat să-i pună pe albanezi în legătură cu ei.
Întâiul care a ridicat această ipoteză a fost filosoful Gottfried Wilhelm de Leibniz (1646-1716). Alți susținători mai târzii ai acestei ipoteze au fost lingviști precum Franz Bopp, Gustav Meyer, Eqrem Çabej, Franc Miklošič și Agnija Desnickaja.
În 2009, Joachim Matzinger adună și discută teoria cum că albaneza este urmașa ilirei localnice. 
După Matzinger se poate spune cel dintâi că limba albaneză, ca limbă indo-europeană, nu este cu totul de-a locului, indo-europenii fiind veniți dinafara balcanilor Apoi nu se poate argumenta sosirea albanezei înainte de cucerirea romană fiindcă transformările fonetice ale numelor de locuri se potrivesc împrumuturilor din latină (vezi mai jos mai amănunțit). Altfel spus e greu de susținut că albaneza e urmașa ilirei. Iarăși nu se poate spune că vine din ținutul sudic al Epirului de azi, învecinat cu Grecia modernă, fiindcă împrumuturile din greaca antică sunt puține, iar numele locurilor sunt mai ales slave. 
Ca să se înțeleagă de unde a venit albaneza, se pot urmări împrumuturile din limbile străvechi. Astfel, din greacă cele dintâi împrumuturi ar trebui să se dateze în jurul veacului 7 î. Hr. (întemeierea Epidamnosului de către coloniștii din Corfu și Corint, azi Durrës), iar cele latinești după anul 167 î. Hr. (cucerirea romană). 
Tot așa ar trebui ca numele locurilor să se fi păstrat cu denumirile lor conforme cu transformările fonetice ale fiecărei perioade. Astfel, arată Matzinger, dacă grupul de consoane "sc" se preschimbă din vechea limbă indo-europeană în "h", iar o în a, iar a lung în ë (ă în română), Scodra ar trebui să apară în albaneză ca "Hadër", însă ea apare ca "Shkodër" (cum ar fi Școdăr în română). Asta-i limpede un împrumut din latină, fiindcă aceleași evoluții fonetice se văd și la restul împrumuturilor din latină unde "sc" se schimbă în "șc", cum în română se schimbă adesea în "șt". 

#### Ipoteza originii înafara Dalmațiilor
Asemănările cu româna dau de bănuit că aceste două limbi s-au format împreună cândva dinainte de vremea romanilor (cuvinte precum "mânz/mëz" pentru care se găsește corespondent în limba preromană mesapică "menza", în timpul lor (lexicul împrumutat din latina populară este în mare parte comun) și până în timpul așezării slavilor (unele cuvinte comune precum "trup", "oborr/obor", "plug", "kastravec/castravete").
Dan Alexe bagă de seamă nume de locuri în ținuturi muntoase ale României de azi care se aseamănă ca înțeles și fonetică cu albaneza (precum "gura", "breaza", "Carpați" etc.).

#### Alte ipoteze
Gustav Weigand a presupus că s-ar putea trage din străvechii traci.

### Întâile mărturii
Despre albanezi ca popor și vorbitorii acestei limbi amintesc întâia oară în veacul XI scriitori bizantini precum Ana Comnena. 
Cea mai veche mărturie despre albaneză care s-a păstrat îi aparține lui Theodor din Shkodras și cuprinde 208 pagini despre teologie, filosofie și istorie. După mărturia scriitorului, a fost compusă în anul 1210. Redescoperită a fost abia în anii 90' în arhivele Vaticanului.

Deși nu era statornicită în niciun fel de scriere, limba albaneză putea fi întâlnită din nordul Greciei de azi până la țărmul croat. În anul 1285 se face la Ragusa (azi Dubrovnic) cea dintâi dovadă a ființei limbii albaneze într-o propoziție care ne-a rămas:
Audivi unam vocem clamantem in monte in lingua albanesca
În veacul XIV se face mărturia unor ținuturi unde sunt așezați albanezi, de pildă în Tesalia și chiar și în Attica.

Pal Engjëlli (1416-1470), Arhiepiscopul Durrësului, s-a amintit o frază în albaneză încă și mai veche. E vorba de o formulă de botez în ghegă veche lăsată într-o scrisoare de un cleric în anul 1462.
Un'te paghesont' pr’emenit t’Atit e t’Birit e t’Spirit Senit

(română: Te botez în numele Tatălui și Fiului și Spiritului Sfânt)
Peregrinul la Ierusalim Arnold din Harff (1471-1505), care trecuse și prin Albania în călătoriile lui, ne-a lăsat în însemnările sale din 1496 o înșirare scurtă de cuvinte albaneze cu traducerile lor nemțești.
Cea mai veche carte tipărită albaneză, Meshari a fost scrisă de un cleric catolic, Gjon Buzuku în 1555. Prima școală albaneză a fost deschisă de franciscani în 1638 în Pdhanë
În Albania de azi s-au topit încet în mulțimea albaneză atât populația slavă cât și cea romană, preluându-le totodată limba. Acest demers se desfășoară și în ziua de azi.

### Mișcarea Națională Rilindja
Odată cu începutul naționalismului printre Albanezi în veacul XIX s-a născut – pe lângă cele câteva lucrări premergătoare – literatura albaneză. După 1870 s-au scos cele dintâi ziare și reviste. Pe atunci albaneza se scria după confesiune ori în litere latinești, ori în grecești, sau de către musulmani și în litere arabe. Ca să înfrângă lipsa de limpezime cu care scrierea arabă redă rostirea, învățatul Rexhep Voka (1847-1917) a dezvoltat un alfabet arab potrivit limbii albaneze (Elifbaja), compus din 44 de consoane și vocale, pe care l-a publicat în 1911. Nu a fost folosit mai deloc.
La sfârșitul veacului XIX, susținătorii mișcării Rilindja (Renașterea) ș-au străduit să facă peste tot un singur fel de scriere. Felul de scriere pe care îl înaintau era așa numitul "Staboller Alphabet" (Alfabetul Istambulean) întocmit de Sami Frashëri, un însemnat învățat albanez, care lucra cel mai mult din capitala otomană.
În 1908 s-au întâlnit intelectuali din toate părțile țării la Congresul din Monastir, adică din Bitola Macedoniei de azi (albaneză Manastir). La această adunare s-a hotărât de atunci pentru totdeauna ca limba albaneză să fie scrisă cu litere latinești. Ca temei de la care s-a plecat a fost alfabetul Stambollesc și cel Bashkimesc (Bashkimi, în albaneză "Unirea"), dezvoltat de către Gjergj Fishta și obișnuit în Shkodër. Atunci s-au învoit să folosească o scriere strâns fonetică cu doar două semne neobișnuite: Ç/ç și Ë/ë; acestea erau amândouă semne care se găseau încă de pe atunci între literele mașinilor de scris franțuzești. Toate celelalte sunete ale albanezei, care nu-și găseau seamănul în alfabetul latinesc, urmau să fie scrise prin îmbinări din alte litere.
Rânduielile din 1908 sunt ținute și azi. Se poate spune negreșit despre Congresul din Monastir că este clipa în care s-a născut ortografia albaneză, chiar dacă urmau să mai treacă 60 de ani până ce formele dialectale Gheg și Tosk aveau să împărtășească aceleași reguli scriere.

## Clasificare
Albaneza este o limbă indoeuropeană și regimul comunist condus de Enver Hoxha susținea teoria lui Zahar Mayani, conform căreia albaneza este derivată direct din limba ilirică, vorbită în regiune acum două milenii, și nu aparține nici unui subgrup în cadrul familiei indo-europene. Această teorie este intens contestată de lingviști și istorici, din mai multe motive, principalul fiind faptul că limba Iliră era o limbă centum, iar albaneza este o limbă satem, ca și limbile dacă și tracă, slava veche, limbile baltice, limba armeană și limbile indo-iraniene(acestea din urmă fiind cele mai înrudite/apropiate limbi satem cu limba albaneză).

## Distribuție geografică

### Dialecte

Arborele lingvistic albanez

Sunt două dialecte principale cu inteligibilitate mutuală limitată: Tosk și Gheg. Râul Shkumbin marchează limita geografică dintre cele două dialecte. Limba literară albaneză a fost alcătuită predominant pe baza dialectului tosk.
Vezi articole principale Dialectul Gheg și Dialectul Tosk.

### Statut oficial
Dialectul tosk al limbii albaneze este limbă oficială a Albaniei. Albaneza este și una din limbile oficiale din Kosovo și Macedonia.

## Sunete
| literă | SAMPA - exemplu     | literă | SAMPA - exemplu      |
| ------ | ------------------- | ------ | -------------------- |
| a      | a - la              | n      | n - Ion              |
| b      | b - biban           | nj     | J - Spaniolă España  |
| c      | ts - hats           | o      | O - colosal          |
| ç      | tS - cinci          | p      | p - păpușă           |
| d      | d - dans            | q      | c - engl. hit you    |
| dh     | D - Engleză:this    | r      | 4 - Spaniolă pero    |
| e      | E - stereo          | rr     | r - Spaniolă perro   |
| ë      | @ - măr             | s      | s - soră             |
| f      | f - frunză          | sh     | S - șoșon            |
| g      | g - garaj           | t      | t - tot              |
| gj     | J\ - engl. read you | th     | T - Engleză:thin     |
| h      | h - hartă           | u      | u - nuntă            |
| i      | i - mină            | v      | v - victorie         |
| j      | j - iute            | x      | dz - adze            |
| k      | k - cămilă          | xh     | dZ - gentil          |
| l      | l - leu             | y      | y - Franceză du jour |
| ll     | l_e - tell          | z      | z - zonă             |
| m      | m - mamă            | zh     | Z - jojă             |

Albanezii transliterează cuvintele străine în modul lor, chiar din alfabetul latin, așa că Josh McDowell este transliterat Xhosh Mekdauëll.

### Vocale
Alfabetul albanez are șapte vocale: A, E, Ë, I, O, U, Y.

### Consoane
Sunt 29 de consoane: B, C, Ç, D, Dh, F, G, Gj, H, J, K, L, Ll, M, N, Nj, P, Q, R, Rr, S, Sh, T, Th, V, X, Xh, Z, Zh.

### Resurse externe
- en  Resurse de limba albaneză Arhivat în 8 octombrie 2007, la Wayback Machine.
- en  AlbanianLanguage.net
- Gramatica limbii albaneze, autor: Cristian Beșleagă, Editura Sigma Educațional, 207 pagini, 2018
- Gramatica limbii albaneze, autor: Cristian Beșleagă, Ediția a II-a (revăzută și adăugită), Editura Sitech, 269 pagini, 2022